# Méšova stéla
Méšova stéla je čedičová stéla popsaná moabským textem z 9. stol. př. Kr. Popisuje vládu a úspěchy moabského krále Méši, zvláště v jeho bojích se sousedním Izraelem.

## Objev a stav stély
Stélu objevil 19. srpna 1868 německý misionář F. A. Klein na území dnešního Jordánska (starověkého Moábu). Tehdy ještě nevěděl, o jaký jazyk nebo text se jedná. Následně o stélu projevilo zájem několik států, což vedlo k tomu, že arabští beduíni ji mj. za účelem vyššího zisku rozbili na více menších kusů. To, co se z ní podařilo zachránit, jsou:
- dvě velké části;
- více malých částí a zlomků;
- několik částečných opisů;
- narychlo a nekvalitně pořízený otisk (byl pořízen za ostré střelby a při útěku z místa).

Dnes jsou dochované části spojené s rekonstruovanými a uloženy v Louvru.

## Obsah stély
Text stély ze starohebrejského do odpovídajícího, avšak dnes srozumitelnějšího přepisu kvadrátního hebrejského písma a přepis do latinky:
| Text stély                                                      | Text stély                                                          |
| Hebrejské kvadrátní písmo                                       | Přepis do latinky                                                   |
| --------------------------------------------------------------- | ------------------------------------------------------------------- |
| 1. אנכ.משע.בנ.כמש[מלכ].מלכ.מאב.הד                               | 1. ʾnk.mšʿ.bn.kmš[mlk].mlk.mʾb.hd                                   |
| 2. יבני \| אבי.מלכ.על.מאב.שלשנ.שת.ואנכ.מלכ                      | 2. ybny \| ʾby.mlk.ʾl.mʾb.šlšn.št.wʾnk.mlk                          |
| 3. תי.אחר.אבי \| ואעש.הבמת.זאת.לכמש.בקרחה \| במ[ש]ע.[מ]         | 3. ty.ʾḥr.ʾby \| waʾʿś.hbmt.zʾt.lkmš.bqrḥh \| bm[š]ʿ.[m]            |
| 4. שע.כי.השעני.מכל.המלכנ.וכי.הראני.בכל.שנאי \| עמר              | 4. šʿ.ky.hšʿny.mkl.hmlkn.wky.hrʾny.bkl.śnʾy \| ʿmr                  |
| 5. י.מלכ.ישראל.ויענו.את.מאב.ימנ.רבנ.כי.יאנפ.כמש.באר             | 5. y.mlk.yśrʾl.wyʿnw.ʾt.mʾb.ymn.rbn.ky.yʾnp.kmš.bʾr                 |
| 6. צה \| ויחלפה.בנה.ויאמר.גמ.הא.אענו.את.מאב \| בימי.אמר.כ[דבר.] | 6. ch \| wyḥlph.bnh.wyʾmr.gm.hʾ.ʾʿnw.ʾt.mʾb \| bymy.ʾmr.k[dbr.]     |
| 7. וארא.בה.ובבתה \| וישראל.אבד.אבד.עלמ.וירש.עמרי.את.כל.א[ר]     | 7. wʾrʾ.bh.wbbth \| wyśrʾl.ʾbd.ʾbd.ʿlm.wyrš.ʿmry.ʾt.kl.ʾ[r]         |
| 8. צ.מהדבא \| וישב.בה.ימה.וחצי.ימי.בנה.ארבענ.שת.ויש             | 8. c.mhdbʾ \| wyšb.bh.jmh.wḥcy.ymy.bnh.ʾrbʿn.št.wyś                 |
| 9. בה.כמש.בימי \| ואבנ.את.בעלמענ.ואעש.בה.האשוח.ואבנ[.]          | 9. bh.kmš.bymy \| wʾbn.ʾt.bʿlmʿn.wʾʿś.bh.hʾšwḥ.wʾbn[.]              |
| 10. את.קריתנ \| ואש.גד.ישב.בארצ.עטרת.מעלמ.ויבנ.לה.מלכ.י         | 10. ʾt.qrytn \| wʾš.gd.yšb.bʾrc.ʿṭrt.mʿlm.wybn.lh.mlk.y             |
| 11. שראל.את.עטרת \| ואלתחמ.בקר.ואחזה \| ואהרג.את.כל.העמ.[מ]     | 11. śrʾl.ʾt.ʿṭrt \| wʾltḥm.bqr.wʾḥzh \| wʾhrg.ʾt.kl.hʿm.[m]         |
| 12. הקר.רית.לכמש.ולמאב \| ואשב.משמ.את.אראל.דודה.ואס             | 12. hqr.ryt.lkmš.wlmʾb \| wʾšb.mšm.ʾt.ʾrʾl.dwdh.wʾs                 |
| 13. חבה.לפני.כמש.בקרית \| ואשב.בה.את.אש.שרנ.ואת.א[ש]            | 13. ḥbh.lpny.kmš.bqryt \| wʾšb.bh.ʾt.ʾš.šrn.wʾt.ʾ[š.]               |
| 14. מחרת \| ויאמר.לי.כמש.לכ.אחז.את.נבה.על.ישראל \| וא           | 14. mḥrt \| wyʾmr.ly.kmš.lk.ʾḥz.ʾt.nbh.ʿl.yśrʾl \| wʾ               |
| 15. הלכ.הללה.ואלתחמ.בה.מבקע.השחרת.עד.הצהרמ \| ואח               | 15. hlk.hllh.wʾltḥm.bh.mbqʿ.hšḥrt.ʿd.hchrm \| wʾḥ                   |
| 16. זה.ואהרג.כל[מ].שבעת.אלפנ.גברנ.ו[גר]נ \| וגברת.וגר           | 16. zh.wʾhrg.kl[m].šbʿt.ʾlpn.gbrn.w[gr]n \| wgbrt.wgr               |
| 17. ת.ורחמת \| כי.לעשתר.כמש.החרמתה \| ואקח.משמ.א[ת.כ]           | 17. t.wrḥmt \| ky.lʿštr.kmš.hḥrmth \| wʾqḥ.mšm.ʾ[t.k]               |
| 18. לי.יהוה.ואסחב.המ.לפני.כמש \| ומלכ.ישראל.בנה.את              | 18. ly.yhwh.wʾsḥb.hm.lpny.kmš \| wmlk.yśrʾl.bnh.ʾt                  |
| 19. יהצ.וישב.בה.בהלתחמה.בי \| ויגרשה.כמש.מפני \| ו              | 19. yhc.wyšb.bh.bhltḥmh.by \| wygršh.kmš.mpny \| w                  |
| 20. אקח.ממאב.מאתנ.אש.כל.רשה \| ואשאה.ביהצ.ואחזה.                | 20. ʾqḥ.mmʾb.mʾtn.ʾš.kl.ršh \| wʾśʾh.byhc.wʾḥzh.                    |
| 21. לספת.על.דיבנ \| אנכ.בנתי.קרחה.חמת.היערנ.וחמת                | 21. lspt.ʿl.dybn \| ʾnk.bnty.qrḥh.ḥmt.hyʿrn.wḥmt                    |
| 22. העפל \| ואנכ.בנתי.שעריה.ואנכ.בנתי.מגדלתה \| וא              | 22. hʿpl \| wʾnk.bnty.šʿryh.wʾnk.bnty.mgdlth \| wʾ                  |
| 23. נכ.בנתי.בת.מלכ.ואנכ.עשתי.כלאי.האשו[ח.למ]ינ.בקרב[.]          | 23. nk.bnty.bt.mlk.wʾnk.ʿśty.klʾy.hʾšw[ḥ.lm]yn.bqrb[.]              |
| 24. הקר \| ובר.אנ.בקרב.הקר.בקרחה.ואמר.לכל.העמ.עשו.ל             | 24. hqr \| wbr.ʾn.bqrb.hqr.bqrḥh.wʾmr.lkl.hʿm.ʿśw.l                 |
| 25. כמ.אש.בר.בביתה \| ואנכ.כרתי.המכרתת.לקרחה.באסר               | 25. km.ʾš.br.bbyth \| wʾnk.krty.hmkrtt.lqrḥh.bʾsr                   |
| 26. [י].ישראל \| אנכ.בנתי.ערער.ואנכ.עשתי.המסלת.בארננ.           | 26. [y].yśrʾl \| ʾnk.bnty.ʿrʿr.wʾnk.ʿśty.hmslt.bʾrnn.               |
| 27. אנכ.בנתי.בת.במת.כי.הרס.הא \| אנכ.בנתי.בצר.כי.עינ.           | 27. ʾnk.bnty.bt.bmt.ky.hrs.hʾ \| ʾnk.bnty.bcr.ky.ʿyn.               |
| 28. [.. \| וא]ש.דיבנ.חמשנ.כי.כל.דיבנ.משמעת \| ואנכ.מלכ          | 28. [.. \| wʾ]š.dybn.ḥmšn.ky.kl.dybn.mšmʿt \| wʾnk.mlk              |
| 29. ת[י.על.]מאת.בקרנ.אשר.יספתי.על.הארצ \| ואנכ.בנת              | 29. t[y.ʿl.]mʾt.bqrn.ʾšr.yspty.ʿl.hʾrc \| wʾnk.bnt                  |
| 30. י[.בת.מה]ד[ב]א.ובת.דבלתנ \| ובת.בעלמענ.ואשא.שמ.את.[נקד]     | 30. y.[bt.mh]d[b]ʾ.wbt.dbltn \| wbt.bʿlmʿn.wʾśʾ.šm.ʾt.[nqd]         |
| 31. ------------צאנ.הארצ \| וחורננ.ישב.בה.ב[ית.ד]וד[.ו]א[מר.]   | 31. ----------------cʾn.hʾrc \| wḥwrnn.yšb.bh.b[yt.d]wd[.w]ʾ[mr.]   |
| 32. ----------[.ו]אמר.לי.כמש.רד.הלתחמ.בחורננ \| וארד.ו[אלת]     | 32. -------------[.w]ʾmr.ly.kmš.rd.hltḥm.bḥwrnn \| wʾrd.w[ʾlt]      |
| 33. [חמ.בקר.ויש]בה.כמש.בימי.ועל[.דה].משמ.עש[ר...]               | 33. [ḥm.bqr.wyš]bh.kmš.bymy.wʿl[.dh].mšm.ʿś[r...]                   |
| 34. -------------------------------שת.שדק \| ואנ[כ...]          | 34. --------------------------------------------şt.şdq \| wʾn[k...] |
| ------------------------------------------------------------    | ------------------------------------------------------------        |

Níže uvedený český překlad textu nemusí nutně v detailech odpovídat rekonstrukci textu, jak je uveden výše
1. Já jsem Méša, syn Kemoš[jatův], král Dai-
2. bonský. Můj otec kraloval nad Moábem třicet let a já jsem kra-
3. loval po svém otci. Učinil jsem tuto stélu místo pro Kemoše v Qarchohu, sté[lu]
4. [sp]ásy, protože mne osvobodil od všech útoků a protože mi dal pohlížet na mé nepřátele. Omrí
5. byl králem Izraele a utiskoval Moáb po mnoho dní, protože Kemoš se hněval na svou zemi.
6. Jeho syn nastoupil po něm a také on řekl: "Budu utiskovat Moáb". V mých dnech řekl toto.
7. Ale já jsem shlédl na něj a na jeho dům. A Izrael zcela a navždy zahynul. Omrí se zmocnil ce[lé ze-]
8. mě Mehadaba. Sídlil v ní za svých dnů a polovinu dní jeho syna (synů?), čtyřicet let, ale
9. Kemoš ji vrátil za mých dnů. Postavil jsem Ba'alma'on a učinil jsem v něm nádrž. A postavil [jsem]
10. Qirjatén. A Gadovci sídlili v zemi 'Atarotu od věčnosti, a král
11. Izraele postavil 'Atarot pro sebe. Ale bojoval jsme proti městu a vzal jsem je a zabil jsem všechen li[d]
12. města, zadostiučinění pro Kemoše a pro Moáb. Přinesl jsem odtud zpět zápalný oltář a jeho DWD a
13. [při]táhl jsem ho před Kemoše do Qirjatu. Usadil jsem v ní Šaronity a
14. Macharity. A Kemoš mi řekl: "Jdi, vezmi Nebo od Izraele". Tak jsem
15. šel v noci a bojoval jsem proti němu od ranního rozbřesku do poledne.
16. Dobyl jsem je a zabil jsem všechny, sedm tisíc (domorodých) mužů i cizinců, (domorodých) žen i
17. cizinek a konkubín, neboť jsem je zasvětil pro 'Aštar-Kemoše. Vzal jsem odtud [nádo-]
18. by YHWH a přitáhl jsem je před Kemoše. Král Izraele postavil
19. Jahac a obsadil jej, když bojoval proti mně. Ale Kemoš jej přede mnou zahnal. Vzal
20. jsem z Moábu dvě stě mužů, jeho celou jednotku. Vyvedl jsem ji proti Jahacu a dobyl jej
21. a připojil k Daibonu. Postavil jsem Qarchoh, zdi parků a zdi
22. akropole. Postavil jsem jeho brány a postavil jsem jeho věže. Po-
23. stavil jsem palác a udělal jsem zdi nádrže [pro vo]du uvni[tř]
24. města. Uvnitř města v Qarchohu nebyla cisterna, tak jsem řekl všemu lidu: "Učiňte
25. si sami každý cisternu ve svém domě". Kopal jsem příkopy pro Qarchoh s izraelskými za-
26. jatci. Postavil jsem 'Aro'er a učinil jsem silnici v Arnonu [a]
27. postavil jsem Bet Bamot, protože bylo v ruinách,
28. s padesáti Daibonity, protože celý Daibon byl poslušný. Vládl jse[m]
29. [nad] stem ve městech, která jsem pipojil k zemi. Postavil jsem
30. [Mehada]bu, Bet Diblatén a Bet Ba'alma'on a vzal jsem tam
31. [...] C'N země. Chavronén, síádlil v něm B[...]WQ[...]'[...]
32. [... a] Kemoš mi řekl: Jdi dolů, bojuj proti Chavronénu." Tak jsem sestoupil [...]
33. [... a ] Kemoš jej [navrá]til za mých dnů a 'L[...]DH odtud 'Š[...]
34. [...]ŠT ŠDQ a j[á ...]

## Význam stély
Méšova stéla je jediný dochovaný souvislý text v moabštině. Tento jazyk je kromě této stély doložen již jen na několika pečetích a zlomku textu z Keraku. Proto veškeré znalosti tohoto jazyka se čerpají odtud.
Stéla je výjimečným i svým přínosem k porozumění dějinám Kanaánu a Sýrie v době železné. Hlavním pramenem pro dějiny Kanaánu v 1. polovině 1. tisíciletí př. Kr. zůstává Starý zákon, tedy spisy pocházející z prostředí izraelského a především judského království. Méšova stéla je důležitým mimobiblickým dokumentem, který pomáhá ilustrovat tyto dějiny z úhlu pohledu jiného, Izraeli nepřátelského národa.
S textem Méšovy stély, která hovoří o dlouhodobém střetu mezi Izraelem a Moábem, bývá srovnáván především starozákonní text z 2. Král 3, který také hovoří o střetu mezi izraelským králem Jóramem a moábským králem Méšou. Biblický text však hovoří o jednom jediném tažení a jediné rozhodující bitvě, po níž bojiště opanovali Izraelci. Ti se nakonec dostali až k samému Méšovu sídlu. To však nedobyli, neboť Méša obětoval na svých hradbách syna (text neříká, čí to byl přesně syn) a Izraelci se v důsledku toho stáhli. Méšova stéle oproti tomu hovoří o dlouhodobém válečném konfliktu, na jehož začátku byl Moáb izraelským vazalem a na konci svobodnou zemí. Sladění obou textů je téměř nemožné, je však důležité mít na paměti silné ideologické zabarvení obou verzí téhož válečného konfliktu.
Ukazuje také, že král Balak by mohla být skutečná historická postava.